# Liste der Monuments historiques in Hauteville (Marne)
Die Liste der Monuments historiques in Hauteville führt die Monuments historiques in der französischen Gemeinde Hauteville auf.

## Liste der Objekte
| Bezeichnung                 | Beschreibung                                                                                     | Standort                        | Kennzeichnung | Schutzstatus | Datum | Bild |
| --------------------------- | ------------------------------------------------------------------------------------------------ | ------------------------------- | ------------- | ------------ | ----- | ---- |
| Skulptur Madonna mit Kind   | Stein, 17. Jahrhundert                                                                           | in der Kirche St-Louvent (Lage) | PM51000463    | Classé       | 1911  |      |
| Hauptaltar                  | Altartisch, Tabernakel, Exposition, Retabel und Baldachin; Holz, farbig gefasst, 18. Jahrhundert | in der Kirche St-Louvent (Lage) | PM51000464    | Classé       | 1966  |      |
| Skulptur Heiliger Lupentius | Stein, farbig gefasst, 16. Jahrhundert                                                           | in der Kirche St-Louvent (Lage) | PM51000462    | Classé       | 1911  |      |